# Three Days Grace
Three Days Grace (eller 3DG, TDG) er et canadisk Rock-band, som blev dannet i 1997 og består af Matt Walst (sang), Neil Sanderson (trommer), Brad Walst (bas) og Barry Stock (guitar).

## Historie
Bandets navn var oprindeligt Groundswell, da de startede op i 1992. I 1997 startede det et af de oprindelige medlemmer, Joe Grant, på jurastudiet, og gruppen var nede på tre medlemmer, hvorfor de ændrede deres navn. Efter udgivelsen af 3 sange på en demo med bandets navn i 2000 flyttede de fra Norwood (en by i Ontario) til Toronto, hvor de mødte produceren Gavin Brown. Brown, hjalp med at producere deres debutalbum, Three Days Grace, som blev udgivet i 2003. Den blev deres gennembrud og fik priser i USA og Canada.
I 2006 udkom deres andet album – One X , og senest i 2009 kunne de udgive deres tredje album ved navn- Life starts now
Adam forlod bandet i 2013 for at gå solo og bandet har nu Matt Walst som erstatning. 

## Andre medvirken
Bandet har medvirket i en række andre medier.

### Film og TV
Et remix af 3DG's sang Just Like You blev lavet sammen med rapperen "Bone Crusher" til XXX: State of the Union's soundtrack.
Bandet er med i filmen Raise Your Voice, hvor de spiller den u-udgivne sang Are You Ready?. 
De har også gæstet tv-kanalen CBS et par gange. Sangen Pain, blev brugt som baggrundssang i en reklame til programmet Criminal Minds, ligesom sangen Riot blev brugt i en reklame for programmet The Unit. De har også været specielle gæster i programmet Ghost Whisperer.
I filmen cursed er der et lille stykke af Are You Ready

### Computerspil
To af bandets sange er med i spillet WWE SmackDown vs. Raw 2007. Sangene er Animal I Have Become og Riot.
Bandets sang I Hate Everything About You er med i spillet Karaoke Revolution volume 2.